# 장봉도
장봉도(長峰島)는 인천광역시 옹진군 북도면에 있는 섬이다. 장봉도 주변 갯벌은 습지보호지역이다.

## 개요
인천 신시모도 서쪽에서 떨어진 섬으로 행정상으로는 인천광역시 옹진군 북도면 장봉리이며 장봉도는 이 섬 전반상에서 쓰이는 지명이다. 
영종도에서 북서쪽으로 떨어져있고 신시모도에서 서쪽으로 마주하고 있으며 북서쪽으로 세로형으로 길게 뻗어있고 남동쪽으로는 가로형으로 뻗어있다. 
1914년에 경기도 부천군에 속하였으며 1973년에 옹진군으로 편입되었고 1995년 옹진군 전역이 인천시에 편입되면서 인천광역시 섬이 되었다.  
현재 인구수는 약 900명이며 학교 등 교육시설은 거의 없고 대부분이 교육 목적 등으로 육지 및 도시로 전출을 한 영향으로 고령층이 많다. 병원 등 의료시설도 거의 없어서 주민 대부분은 인천 본토 등으로 원정을 나간다.   
현재는 여객선으로만 갈 수 있으며 인천 영종도 삼목항에서 장봉도로 가는 여객선이 운항하고 있다.
주요 산업은 수산업이며 김, 소라, 조개 등을 생산한다.   

## 옹진장봉도갯벌 습지보호지역

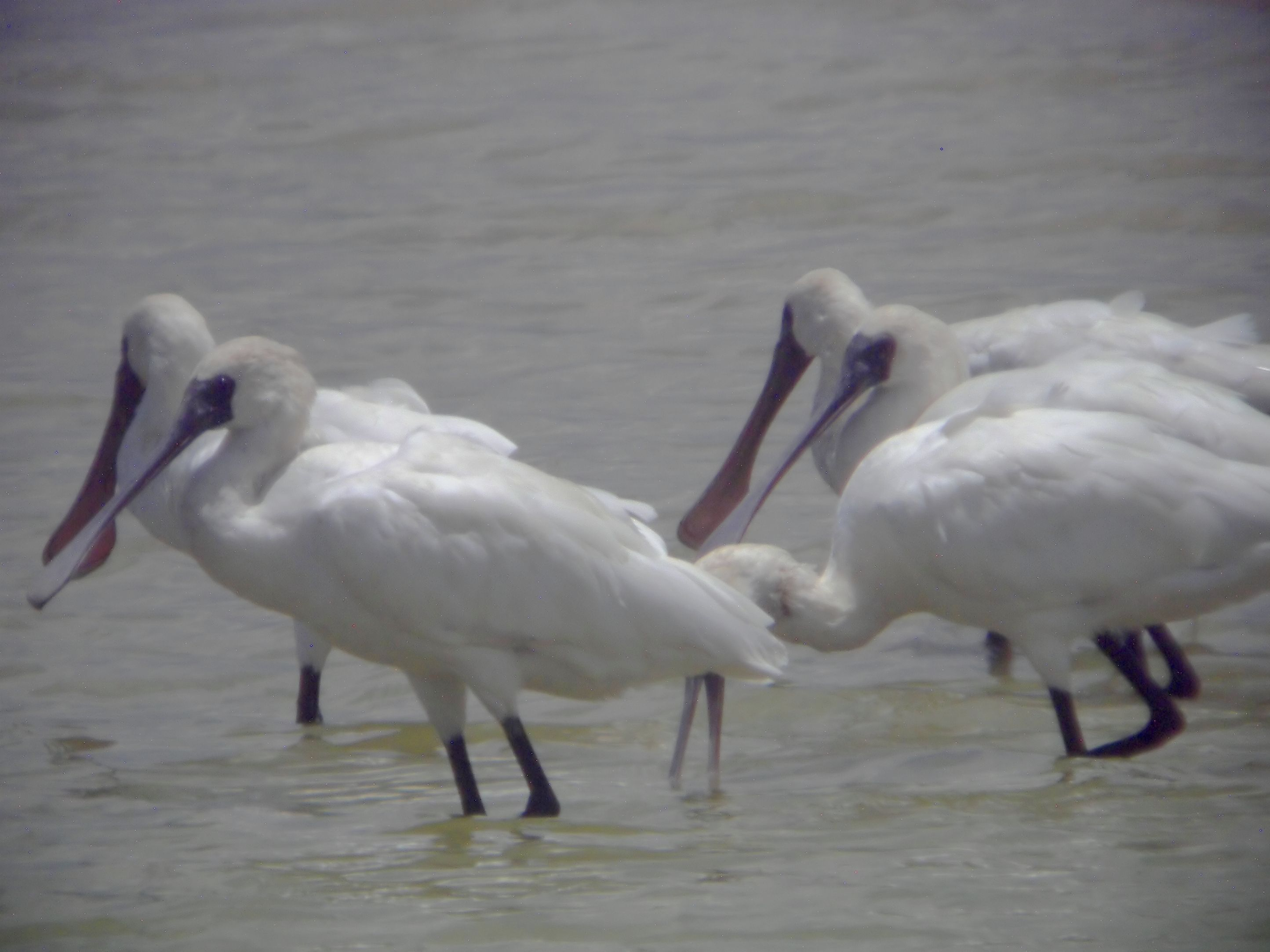
저어새

2003년 12월 31일 해양수산부장관은 습지보전법 제8조의 규정에 의하여 인천광역시 옹진군 소재 장봉도 일대 갯벌을 습지보호지역으로 지정·고시하였다.
- 지정 번호：해양수산부 습지보호지역 제5호
- 명칭：옹진장봉도갯벌 습지보호지역
- 지정연월일：2003년12월31일
- 지정목적 : 한강하구 갯벌로서 국제적으로 보호가 요망되는 저어새 등 희귀철새가 도래·서식하고 생물다양성이 뛰어난 옹진군 장봉도 주변의 갯벌을 보호하기 위함.
- 근거법령：습지보전법 제8조
- 관리청：인천지방해양수산청
- 행정구역：인천광역시 옹진군 장봉리 일대
- 면적：68.4km2 (다음의 각 점을 순차적으로 연결한 선내의 연안습지 : ①북위37도36분13초, 동경126도19분11초, ②북위37도35분10초, 동경126도18분27초, ③북위37도33분40초, 동경126도18분32초, ④북위37도33분41초, 동경126도20분35초, ⑤북위37도33분12초, 동경126도22분09초, ⑥북위37도33분20초, 동경126도23분13초, ⑦북위37도32분23초, 동경126도24분00초, ⑧북위37도31분40초, 동경126도23분53초, ⑨북위37도29분01초, 동경126도18분43초, ⑩북위37도26분59초, 동경126도13분59초, ⑪북위37도30분31초, 동경126도12분25초, ⑫북위37도33분31초, 동경126도14분04초, ⑬북위37도35분57초, 동경126도17분38초, ⑭북위37도36분18초, 동경126도19분01초)

## 같이 보기
- 장봉항
- 장봉로